# Leny Andrade
Leny Andrade de Lima, meglio conosciuta come Leny Andrade (Rio de Janeiro, 25 gennaio 1943 – Rio de Janeiro, 24 luglio 2023), è stata una cantante e musicista brasiliana.
Nel 2007 condivise un Latin Grammy Award con Cesar Camargo Mariano per il miglior album dal vivo di MPB (Musica Populare Brasiliana).

## Biografia
Iniziò la sua carriera cantando nei club. Visse cinque anni in Messico e trascorse una buona parte della sua vita negli Stati Uniti e in Europa. Studiò pianoforte presso il Conservatorio di Musica brasiliana. 
Leny Andrade si esibì tra gli altri con Paquito D'Rivera, Luiz Eça, Dick Farney, João Donato, Eumir Deodato, Pery Ribeiro, e Francis Hime. Lo stile di Leny Andrade era un'eclettica sintesi di samba e jazz. 
Considerata da molti la più grande cantante di jazz brasiliana, non ebbe mai un grande successo commerciale, ma fu comunque artista di tutto rispetto nel suo genere. È stata definita da Tony Bennett come la "Ella Fitzgerald del Brasile". Allo stesso modo in Europa, dove si esibì, era l'acclamata First Lady brasiliana del Jazz, potendo contare su una grande base di fan in Olanda e in Italia. Ciò ha comportato la registrazione di un American Songbook album Embraceable You nel luglio 1991 a Volendam, nei Paesi Bassi. Il critico Stephen Holden del New York Times scrisse dell'esibizione di Andrade al Birdland il 27 agosto 2008: "descrivere la signora Andrade come la Sarah Vaughan o la Ella Fitzgerald della bossa nova è distante dal definire un'artista la cui voce sembra contenere il corpo e l'anima del Brasile. Si può credere di aver capito The Girl From Ipanema, il numero finale di apertura del medley delle canzoni di Jobim. Ma non hai realmente compreso fino a quando non hai sentito la signora Andrade cantare in portoghese; sgorgare potrebbe essere una parola più adatta di cantare, dal momento che tutto quello che esce dalla sua voce sembra uscire dal centro della terra".
Leny Andrade è morta nel 2024 in una clinica di Rio, per l'improvviso peggioramento di una polmonite che stava trattando. L'artista da qualche tempo viveva nel Retiro dos Artistas, a causa di difficoltà finanziarie e problemi fisici.

## Discografia
- A sensação (1961) RCA Victor LP

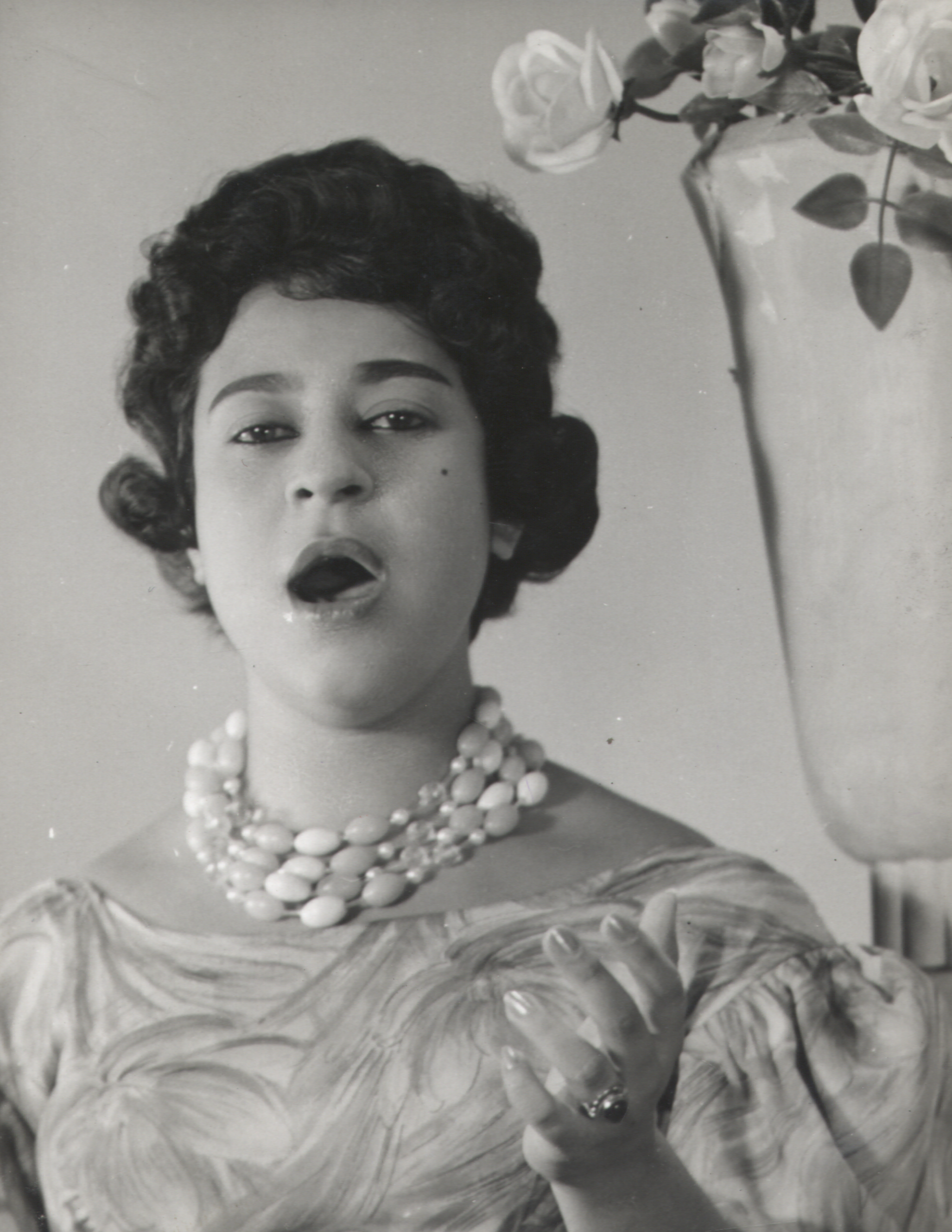
Leny Andrade (1961).

- A arte maior de Leny Andrade (1963) Polydor LP
- Gemini V - Show na boate Porão 73 (1965) Odeon LP,CD
- Estamos aí (1965) Odeon LP
- Gemini cinco anos depois. Pery Ribeiro & Leny Andrade (1972) Odeon LP
- Alvoroço (1973) Odeon LP
- Expo-Som 73, ao vivo (1973) Odeon LP
- Leny Andrade (1975) Odeon LP
- Registro (1979) Columbia LP,CD
- Leny Andrade (1979) CBS
- Presença de Leny Andrade e Os Cariocas (1979) CBS LP
- Leny Andrade (1984) RCA/Pointer LP
- Cartola 80 anos (1988) CBS LP
- Luz neon (1989) Eldorado LP,CD
- Eu quero ver (1990) Eldorado LP
- Bossa nova (1991) Eldorado LP
- Embraceable You (1991) Timeless CD
- Embraceable you (1993) Som Livre CD
- Nós (1994) Velas CD with Cesar Camargo Mariano
- Maiden Voyage (1994) Chesky Records CD
- Coisa fina (1994)
- Antonio Carlos Jobim, letra e música (1995) Lumiar Discos CD
- Luz negra - Nelson Cavaquinho por Leny Andrade (1995) Velas CD
- Bossas novas (1998) Albatroz CD
- Leny Andrade canta Altay Veloso (2000) Paradox Music CD
- E quero que a canção seja você (2001) Albatroz CD